# ライトセーバー

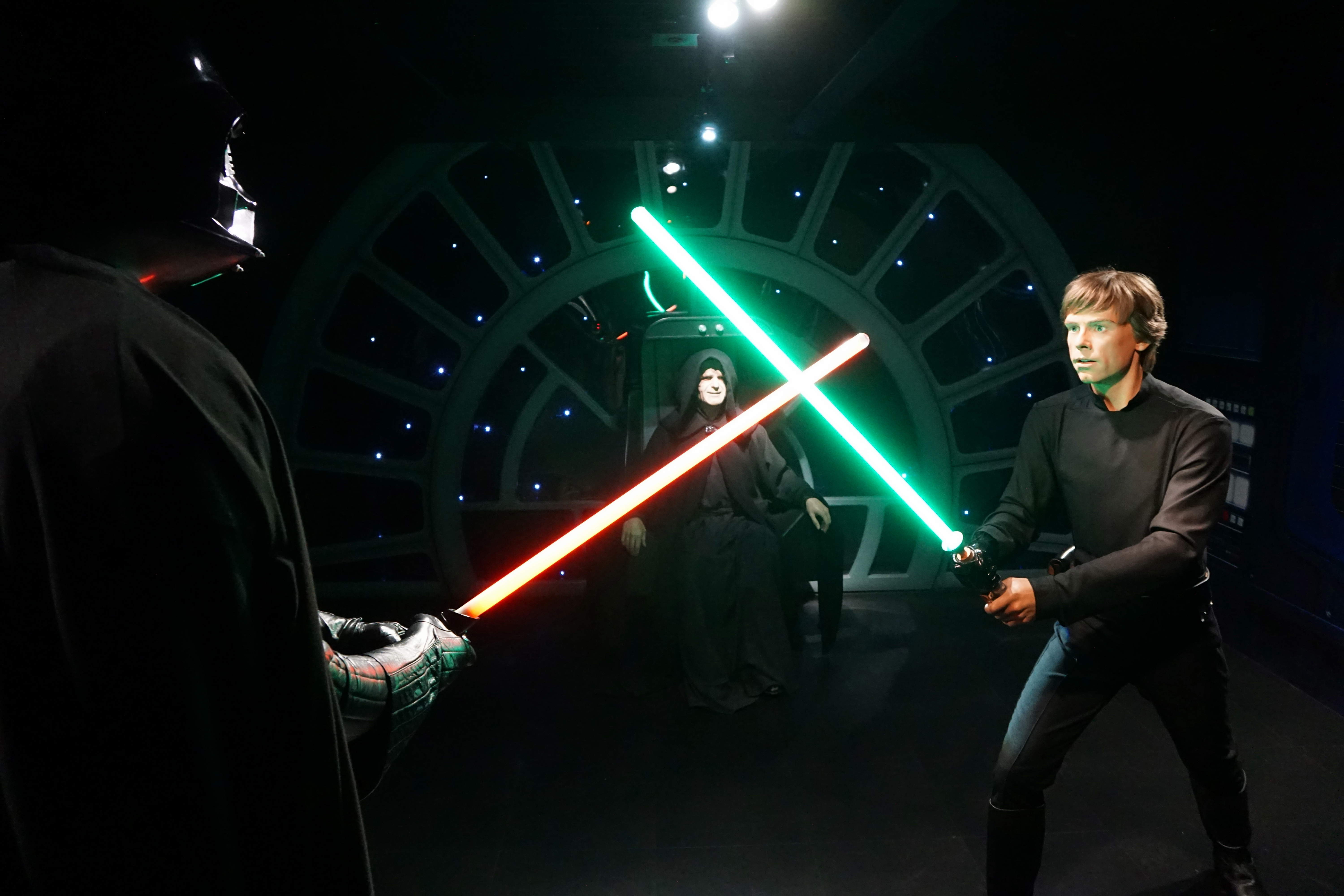
ライトセーバーで戦うダース・ベイダー（左）とルーク・スカイウォーカー（右）(マダム・タッソー館の蝋人形)

ライトセーバー (Lightsaber) は、アメリカ映画『スター・ウォーズ』シリーズで、主にジェダイの騎士やシスの暗黒卿が用いる架空の武器。かつては「ライトサーベル」や、初期の日本語字幕では「電光剣」や「光線剣」と表記されていたこともある。邦訳版小説『スター・ウォーズ』（「スター・ウォーズ エピソード4/新たなる希望」のノベライズ）では「光剣」に“ライト・サーベル”のルビが振られていた。

## 概要

青色のライトセーバー

物理的外観は全長30センチメートルほどの金属製の柄のみで構成されており、起動すると鍔から長さ1メートルほどの尖形状の光刃が形成される。このプラズマの光刃は何らかの物体に接触したときにのみ膨大な熱エネルギーを放出し、その物体を溶断する。また光刃全体を覆う強力なアーク波の作用により、レーザーやビームの類に干渉して弾道をそらしたり、ライトセーバーの光刃同士で切り結ぶことも可能としている。互いにライトセーバーを用いた戦いは往々にして激しい剣戟が繰り広げられるが、人体に接触すればその威力の高さゆえ、決着は一瞬でつく。ただし、斬撃と同時にその傷口も高温で焼灼されて瞬時に止血されるため、たとえ四肢などが切断されて戦闘不能に陥ったとしても、頸部より上の切断や、心臓を貫かれない限りはそれ自体が致命傷となるケースはほとんど見られない。ダース・モールに至っては胴部を切断されて下半身を失ったにもかかわらず、一命を取り留めている。なお光刃の出力や長さは構造次第で調節が可能であり、幼いパダワンの修行中などには低出力に設定して使用される。
ジェダイの騎士やシスの暗黒卿にとって、ブラスターなどの銃火器よりもライトセーバーを重用する所以は、これを駆使する高度な剣術を体得していることも大きな理由のひとつである。だが最大の理由は、ライトセーバーの中枢部に内蔵されたカイバー・クリスタルが、ライトセーバー所有者のフォースと共鳴する特性があるため、所有者の意思に連動させて扱うことが可能で、この特性とフォースの加護による優れた未来予知能力と空間認識能力により、ブラスターなどによる高速の銃撃ですら、弾道を先読みして瞬時に防御し、さらにはそれを敵側に跳ね返せる攻防一体の武器になることが何よりも大きい。
そのためフォースの使い手同士によるライトセーバー戦では、単純な剣技の優劣だけではなく、この予知による駆け引きを制することも勝敗を分かつ要因となる。しかしその先読みも絶対的なものではなく、『エピソード3』のアナキン・スカイウォーカー対オビ＝ワン・ケノービのように経験の差で覆されることもしばしばある。またフォースを使う者によって先読みの精度にも個人差があるうえ、自身の予知能力と反応速度を上回るほどの高速ないし高密度の攻撃には対応しきれないことも多い。『エピソード2』のジオノーシスの戦いにおいて、個々の戦闘能力ならばバトル・ドロイドに遥かに勝るジェダイが、銃火器を装備したクローン・トルーパーの援軍20万がなければ敗北していたことからも、いかにジェダイといえども、数の圧倒的不利と飽和攻撃には勝ちえないことを物語っている。
ライトセーバーはしばしばジェダイの象徴として神聖視される。これは前述したように、フォースの加護なくして最大限に駆使することが困難なためであり、そのためライトセーバーに習熟することは、フォースとの調和に繋がるとも考えられていた。オビ＝ワンはライトセーバーのことを「最も洗練された神聖な武器」と呼び、それに対してブラスターのことを「野蛮な武器」と呼んで忌避した。また、一人前のジェダイとなるためには自力で必要な部品を集め、フォースの導きに従って心中に表出された設計図のみで、自分専用のライトセーバーを一から組み上げることが課題となっている。父のライトセーバーを失ったルーク・スカイウォーカーは、ヨーダの助言を得て、故郷タトウィーンのベン（オビ＝ワン）の家に行き、そこにあったベンの日記を元に部品を集め、足りない分は自作して完成させた。よって、自身のライトセーバーを粗末に扱うことはジェダイとしての規範に反する行いとされている。『エピソード6/ジェダイの帰還』でルークがダース・ベイダーと戦った後に自身のライトセーバーを捨てる場面があるが、これは粗末に扱ったということではなく、皇帝ダース・シディアスからのフォースの暗黒面の誘惑を完全に克服したことを“非武装”という行動で示したためであった（ただし、ラストシーンでは再び身に付けている）。一般に弟子のライトセーバーは、師匠への敬意の証として師のセーバーに近い意匠形状を持つ。アサージ・ヴェントレスの物がよい例である。ただし、アナキンのライトセーバーは、師であるオビ＝ワンのものとはあまり似ていない。なおダース・モールは、グリップの両端から光刃が発生する特殊な「ダブルブレード＝ライトセーバー（別名：セーバースタッフ）」を使いこなす。また、ドゥークー伯爵やダース・モールから剣術の手解きを受けたアサージ・ヴェントレスが用いるライトセーバーは、グリップがやや曲がった独特の形状となっている。
基本的にジェダイのライトセーバーの光刃は青や緑、シスは真紅であるのが通例である。だが、ジェダイ・マスターのメイス・ウィンドゥの紫のような例外もある。これは、メイス・ウィンドゥを演じた俳優サミュエル・L・ジャクソンが監督ジョージ・ルーカスに、「大好きな色だし、高貴な色でもあるから」という理由で「絶対に紫色にしてくれ」と直談判し、それをルーカスが了解したためであるが、劇中での設定では、他のジェダイのライトセーバーのものとは異なる、特殊なクリスタルを使用するためと設定された。なお、スピンオフ作品などでは、新共和国時代になると黄・茶・桃色など多彩な光刃のライトセーバーも登場する。また、アナキンはムスタファーでオビ＝ワンに敗北するまで、シスに転落後も引き続き青のライトセーバーを使用していた。
シスの暗黒卿ダース・シディアスは、あくまでライトセーバーを「ジェダイの武器」と捉えており、積極的には用いない。ライトセーバーを使わずとも、自身の得意とする強力なフォース・ライトニングなどを用いて容易に相手を倒せるため、『エピソード3/シスの復讐』で披露したように、ジェダイでもトップクラスのマスターら3人（エージェン・コーラー、セイシー・ティン、キット・フィストー）を瞬殺できるほどの超越した剣術を誇るにもかかわらず、『エピソード6/ジェダイの帰還』ではライトセーバーをやはり「ジェダイの武器だ」として、もはや必要としていないことが示唆されている。同様にヨーダも強力なフォースだけで十分戦闘を行えるため、ドゥークー伯爵との決闘の際に久々にライトセーバーを握った。
ジェダイもシスも所持するのは基本的に1本だけだが、アソーカ・タノやアサージ・ヴェントレスのように二刀流で戦う者や、グリーヴァス将軍のように四刀流で戦う者もいる。ダース・シディアスは予備分として2本所持するが、手練れ二人（ダース・モールとその兄弟）を同時に相手にした際には、予備を含めた見事な二刀流を披露するも、上記の通り剣戟をあまり好まないためか、戦闘中でも攻撃を終える度に光刃を収納していた。
なお、『エピソード1/ファントム・メナス』のカットされたシーンでは、「水に浸かるとショートしてしまう」という描写があり、雨天のような場合には使用できても、水中のような本体が完全に濡れる状況では使用不能であるという設定がされていたが、物語の幅を狭めるという理由から、この水に弱いという設定は破棄された。これを受け、続編の『エピソード2/クローンの攻撃』では、オビ＝ワンがカミーノの豪雨の中でジャンゴ・フェットと対戦しており、スピンオフ作品『スター・ウォーズ クローン大戦』や『スター・ウォーズ/クローン・ウォーズ』テレビシリーズでは、キット・フィストーやアナキンが水中で使用するシーンがある。防水用の分岐式周期起動パルス・クリスタルや、逆流防止弁などの安全装置が内蔵されていれば、水中でも問題なく使用できる。
『エピソード4/新たなる希望』や、その小説版『スター・ウォーズ』（原作：ルーカス、角川文庫出版）では、オビ＝ワンが「古い武器だが、今でも銀河の一部の地方では使われ続けている」と述べられている。上記のようにジェダイにとって非常に重要なものではあるが、必ずしもジェダイだけの武器ではなく、シスも愛用する他、単純に切断用の道具として使用する分には、フォースの素養を持たない常人にも使える。ジェダイ以外の者は、何でも切れることから「ユニバーサル・カッティング・ツール」と呼ぶこともある。また、ハン・ソロがオビ＝ワンに対して「爺さん、あんたなかなかの使い手だそうじゃねぇか。最近じゃあんなチャンバラは見掛けなくなったな。」と述べていることから、かつては銀河全体で広く用いられていたことが示唆されている。ダース・シディアスのジェダイ大粛清に際し、銀河帝国でライトセーバーは完全に非合法化され、ライトセーバーに必須なクリスタルの採掘も全面禁止となっていったため、身を隠す生き残りのジェダイたちはその使用を控えなければならなかった。帝国でライトセーバーの所有を認められたのは、ダース・ベイダーとその配下の尋問官などといった、シディアス配下のごく少数のダークサイダーたちに限られていた。なお、『スター・ウォーズ/クローン・ウォーズ』テレビシリーズ（シーズン2、シーズン5）ではジェダイの武器とされているライトセーバー、およびクリスタルは武器市場にて非常に高値で闇取引されており、特にギャングの間では大変人気の高い武器であるとされている。

## 構造

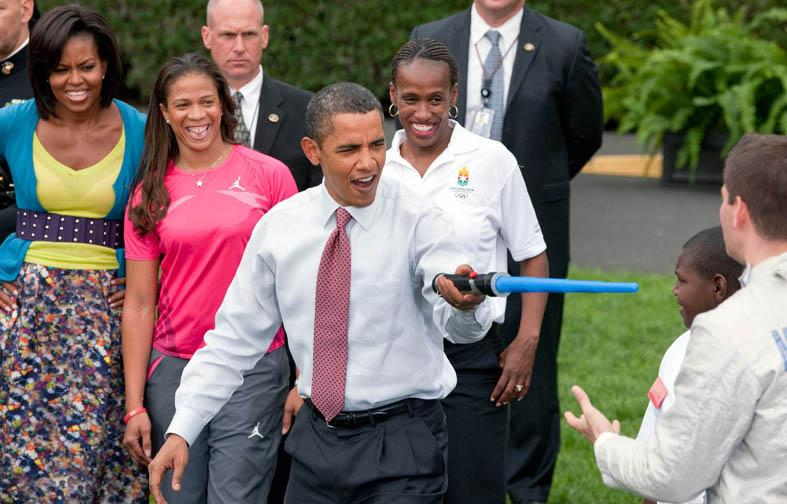
オバマ大統領とライトセーバーのレプリカ

内部構造は動力源である多面体の宝石アデガン・クリスタルやイラム・クリスタル、カイバー・クリスタルが数個（通常3個まで）内蔵されている。放射口の中心部分から放出されるエネルギー集合体は光刃のように見える。クリスタルが単一のライトセーバーは、出力および光刃の長さは予め固定されており、複数のクリスタルを使用して製作されたセーバーは外側の装置を回転させクリスタル間の距離を調整することにより出力や光刃の長さを自由に調節することができる。ジェダイの修行の一環であるライトセーバーの組み立ては、クリスタルの配列およびカット加工などの全工程を自分の手で仕上げなければいけない。もし配列を僅かにでも誤ると、ディアチウムパワーセルの制御に失敗し、起動スイッチを作動させた途端に激しくショートしてしまう。
青や緑の光刃を持つライトセーバーは、主に極寒の惑星イラムで採掘された天然のクリスタルを使用しており、イラムにはクリスタルの鉱脈とライトセーバー製作のためのジェダイの寺院があったが、寺院はクローン大戦中に独立星系連合の爆破ドロイドによって破壊された。
正史の設定では、ライトセーバーのクリスタルはカイバー・クリスタルに統一された。カイバー・クリスタルは素の状態ではフォースのライトサイドと繋がっているため、ブリーディング（Bleeding）呼ばれるダークサイドの秘術で暗黒面に変化させなければダークサイダーには扱えないとされる。光刃が赤くなるのはこのブリーディングの結果でもある。また、暗黒面に変化させられたクリスタルはライトサイドの使い手によって浄化できるが、浄化されたクリスタルは白い光刃を作り出す。アソーカのライトセーバーが白いのは、倒した尋問官のクリスタルを浄化して自身のライトセーバーに使用したからである。
なお、このような設定があるものの、一旦ライトセーバーとして完成させてしまえばカイバー・クリスタルその物には直接手を触れないことになるため、完成済みのライトセーバーは素の状態のクリスタルを用いた物でもブリーディング済みのクリスタルを用いた物であっても、使い手を限定することなく「誰でも使える」という面があり、フォースのダークサイドに染まる前のアナキンがドゥークー伯爵との戦闘で自身のライトセーバーで彼の両手を切り落とした際に光刃が起動したままの彼のライトセーバーを手にし、パルパティーンに言われるままに伯爵の首を刎ねた件や、アナキンがダークサイドに染まってシスの暗黒卿ダース・ベイダーの名を与えられた後もそれまで使っていたライトセーバーをムスタファーでの戦いで敗れるまで引き続き使い続けていた件などが好例である。
レジェンズの設定では、人工のアデガン・クリスタルは1つ生成するのに膨大な工程と相当な労力・技術・時間を要する（自力で作ると早くても半年ほど掛かる）とされており、修行中のルークはたった1つのクリスタルを完成させるために1年もの歳月を費やしている。ジェダイは基本的に天然のクリスタルを使用する事が多く、一方でシスは人工のクリスタルを好む。そのためシスのライトセーバーの光刃は赤い。

### 部品
1. 光刃アーク端子（Blade arc tip）
光刃エネルギー伝達路（2）を伝ってきた凝縮光エネルギーは、起動と同時にここでマイナスの電荷を帯び、アーク放電のようにエネルギーが発流することで、レーザー状の光刃となる。起動時以外は常に流電している。
2. 光刃エネルギー伝達路 （Blade energy channel）
循環フィールド増幅器（3）から供給されるプラス電荷を帯びた光エネルギーから連続的に電流状の光エネルギー作り出し、これを光刃アーク端子（1）へと伝達する。
3. 循環フィールド増幅器（Cycling field energizers）
集められた光エネルギーはここでプラス電荷を帯びて光刃エネルギー伝達路（2）に送られる。
4. 主クリスタル（Primary crystal）
ディアチウムパワーセル（7）のエネルギーを収束し発光する。ライトセーバーの心臓部であり、このクリスタルの発光色が光刃の色となる。続三部作に登場したカイロ・レンのライトセーバーはこれにヒビが入っており、そのため刃が安定せず揺らいでいる。
5. 焦点用クリスタル（Focusing crystals）
エネルギー誘導ゲート（6）から反射した光エネルギーの焦点を調節する部分。ここが回転し可動することで光刃の長短、強度、発光温度などを調節できる。なお、なくても使用は可能だが、光刃の長さは固定される。
6. エネルギー誘導ゲート（Energy gate）
主クリスタル（4）から発した光エネルギーを焦点用クリスタル（5）へ反射する。
7. ディアチウムパワーセル（Diatium power cell）
ここから発せられたエネルギーにより、クリスタルが発光する。
8. 不活性パワー絶縁体（Inert power insulator）
ライトセーバーの外側と内側との中間に埋め込まれ、光刃の放射口以外は全てこれに覆われている。ライトセーバーは起動に関係なく常時ディアチウムパワーセル（7）からエネルギーが発せられているため、これなくして握ることは不可能である。
9. パワー渦動リング（Power vortex ring）
ディアチウムパワーセル（7）を覆うように内蔵されており、常にエネルギーが流れている。

### 特殊な形状
ダブルブレード・ライトセーバー
ダース・モール、サヴァージ・オプレス、ポング・クレル、ジャロ・タパル、カル・ケスティスなどが使用する、柄の両端から光刃の出る双刃のライトセーバー。柄の長さは通常の倍ほどある。内部機構は両端部で独立しているようで、一方が破壊されても片刃のみを出すことができる。
また、分割することで二刀流のスプリット・セーバーとして使用できるもの（カル・ケスティスが物語終盤から使用)や、尋問官のライトセーバーのように柄に回転機構を備えたものも存在する。
「エピソード9」に当たる『スカイウォーカーの夜明け』においては、レイは突然頭の中に浮かんだ「シスの暗黒卿と化したレイ」にショックを受けるが、後にケフ・ビァのデス・スターの残骸の中で再び暗黒卿と化したレイと遭遇し、ライトセーバーを起動させて刃を交えるが、この時の暗黒卿と化したレイは2本のライトセーバーを結合させ、展開したり折り畳むことで2つの光刃を複雑に展開できる、かなり特殊なダブルブレード・ライトセーバーを手にしていた。ただし、これは結局のところフォースがレイに見せた「未来の可能性」の域を越えず、結局レイはシスの暗黒卿とはならなかったため、このダブルブレード・ライトセーバーが現実に作られることは無かった。
カーブ＝ヒルト・ライトセーバー
ドゥークー伯爵、アサージ・ヴェントレスが使用する、柄の湾曲したライトセーバー。手首のスナップを利かせて剣速を増したり、トリッキーな動作が可能。デュエリスト・セーバーとも呼ばれる。
アサージ・ヴェントレスのライトセーバーは連結することでダブルブレード・ライトセーバーとしても運用できるスプリット・セーバーとしての機能を備えている。
ライトウィップ
スター・ウォーズ: ビジョンズに収録されている短編アニメ「THE TWINS」に登場する、ライトセーバーに酷似した紐状の光線を操る長い鞭。レジェンズではシスの女暗黒卿ルミヤなどが用いた。
ショートー・ライトセーバー
短い光刃を出すライトセーバー。ヨーダのように小柄な種族や、アソーカのように二刀流で戦う人物が用いる。レジェンズではライトセーバー・ショートと呼ばれ、上記のライトウィップに対抗するためにルークが作製した。
ダークセーバー
日本刀に似た形状をした光刃の出るライトセーバー。非常に古い型のライトセーバーであるとされ、光刃が発する音も一般的な物とは異なる。ター・ヴィズラというマンダロリアンのジェダイが作成した物が彼の子孫によってジェダイ聖堂から盗み出され、「デス・ウォッチ」と呼ばれるマンダロリアンの派閥において神聖視されている。
クロスガード・ライトセーバー
メインブレードに対して90度の角度で放出される、枝のような第2のブレードを持つライトセーバー。第2のブレードは短剣ほどの長さで、相手のセーバーを受け止め、絡め取ることが出来る。極めて珍しい構造で、数千年前の大戦に由来する構造らしい。メインブレードの他に柄の先端から左右に2本のブレードを発生させた、十字架のような見た目をしたものも存在する。こちらは『エピソード7』に当たる『フォースの覚醒』から登場するファースト・オーダーのカイロが使用する。ただし、この形状はカイロがライトセイバーの作成に使用したひび割れた人工クリスタルによる不安定なプラズマエネルギーを逃がすための苦肉の策であるため、戦術的メリットを意図したものかは不明（なおこの措置をとってもなおプラズマは不安定だったため、メインブレード自体の形状も不安定化してしまっている）。柄を回転させることで鍔迫り合い中も相手を攻撃できる。

## 用法
基本的には接近戦用の対人兵器であるが、前述したように熟練のフォース・センシティブが使い手となることで、様々な戦況に対応することができる。ただしそれにも限界はあり、特にジャンゴ・フェットのような早撃ちの達人や、ドロイディカなどの連射砲を装備した相手は不得手とする。
ライトセーバーの刀身そのものは非実体的な光刃ではあるが、これを覆うアーク波によって、触れた物体の密度に比例した抵抗を生むため、ある程度の膂力が無ければその威力を十分に発揮する事はできず、鍔迫り合いにも相応の応力を要する。また、アーク波の作用によって刀身は微妙に回転しており、また柄自体も決して軽くはないため、剣術のように両手で持って構えるのが主流となっている。ただし、単に起動して物を切断するだけであれば特に技術は必要なく、『エピソード5/帝国の逆襲』ではハン・ソロが、吹雪の中遭難したルークを助ける場面で、トーン・トーンの腹を裂くのに彼のライトセーバーを使用している。また出力を上げれば、頑丈な特殊鋼の扉などを焼き切ることも可能であり、ジェダイやシスは、しばしば抜け穴作りなどの用途にも使用する。
このように高い汎用性を持つものの、使い手の手元に伝わる感覚は柄の重みのみで、さらにアーク波で保護されている光刃も輻射熱を持たないため、自身のすぐそばに光刃があるという実感が湧きにくく、加えてアーク波の回転作用による独特のバランス感覚もあり、下手をすれば使い手自身を切りかねない。そのため、フォース・センシティブ以外の者が持つ武器としては甚だ不適当で、人間の反射速度を超えて高速で飛来するビームなどに対しては、フォースによる優れた洞察力と先読みの能力が無ければ全く対応できない。よって、『スター・ウォーズ』の世界において、この武器をフォースの加護なしに使おうなどと考える者はほとんど存在しない。ただしグリーヴァスはその数少ない例外であり、彼は生来卓越した身体能力と格闘センスとを備え、さらに全身のサイボーグ化によって電子頭脳による高度なアシストと苦痛への強靭な耐性とを得たため、4本のライトセーバーを自由自在に使いこなすことができる。また『フォースの覚醒』では、元ストームトルーパーの識別番号「FN-2187」改めフィンが、元々兵士として訓練を受けていたことから実戦でも自在に使いこなし、フォースのダークサイドの使い手であるカイロとの戦いでは、カイロの負傷に加え彼が父・ハンを殺害したことによる精神的動揺で本調子ではなかったとはいえ、実力に勝る彼に軽傷すら負わせている。その一方、フィンに続いて彼のライトセーバーを手にカイロと戦ったレイは、フォースやライトセーバーの訓練を受けていない身ながら、内なるフォースの才覚によりカイロと互角に戦った末、最後にはカイロの顔に傷を負わせた。
『エピソード2』では幼いジェダイのパダワンは、修行の手始めとして「トレーニング・リモート」と呼ばれる球形の小型トレーニング・ドロイドと、視界を覆うバイザー付きのヘルメットを使用して、視覚に頼らずにフォースの感覚のみでリモートのビームを防御する訓練を行っており、『エピソード4』でルークもオルデランへ向かうミレニアム・ファルコンの船内でこの訓練を行った。

## 型（フォーム）

### 正史
ライトセーバーを使う際の構えにはいくつかの「型」が存在しており、正史作品で言及されているのは第三の型と第四の型のみだが、第一から第七の型までが存在するとされている。ただし、レジェンズにおけるものと完全に同一なものかは不明。
1. 第一の型
シャイ＝チョーとも呼ばれる基本フォームで、ジェダイ・オーダーによって考案された、最も古く初歩的な型。他の戦闘技能が開発された後では、他に打つ手がない場合に使用されることが多かったが、最も基本的なフォームではあり続けた。正規訓練を受けたジェダイは全てこのフォームを最初の数年間の訓練で学ぶこととされている。
2. 第二の型
マカシとも呼ばれる、優雅な戦闘スタイル。主にシスとの戦闘の際に使用される、セイバー同士の決闘に特化した型。また、ドゥークー伯爵が主に用いており、彼のカーブ＝ヒルト・ライトセーバーはフォーム2に特化した特殊なライトセーバーである。
3. 第三の型
ソレスもしくはマイノック戦法とも呼ばれる。ブラスターへの防御に長け、メイス・ウィンドゥの弟子デパ・ビラバはこの型に拘っていたとされ、その弟子であるケイナンもまたこの型を踏襲している。尋問官はこの型に拘ったビラバと、それを踏襲するケイナンを愚かと罵っている。これはブラスターを使う敵集団と戦うことを得意とするこのフォームが基本的にライトセーバー戦を不得手とするためである。他の著名な使い手にオビ＝ワンがいる。
4. 第四の型
アタルとも呼ばれる。最もアクロバティックな戦闘スタイルで、アナキンがジェダイ聖堂で他のジェダイたちに手本を見せていた。第三の型よりは攻撃的だが、翻弄と回避に力点を置く。かつてはオビ＝ワンも使用していた。最も著名な使用者はヨーダとシスの暗黒卿ダース・シディアス。
5. 第五の型
シエンもしくはドジェム・ソとも呼ばれる。力強く攻撃的なフォームで、放たれたブラスターを相手に向けて跳ね返したり、相手のライトセーバーを押し返したりして防御を攻撃に転じさせるのが特徴。古くはアソーカのように逆手持ちで利用されていた。攻撃的な姿勢がダークサイド的であるとされ、使用者以外のジェダイから危険視されることもあった。最も著名な使用者はダース・ベイダー（アナキン時代も含む）。
6. 第六の型
ニマンとも呼ばれる。フォーム1~5を組み合わせた戦闘スタイルで、修行の楽さから「外交的フォーム」とも呼ばれた。多くのフォームを特徴を取り入れたために修行期間が膨大なものとなってしまい、その分期間あたりの修行に求められる労力が小さくなったのである。考案当初からこのフォームの欠陥は指摘されていたが、ジオノーシスの戦いで従軍したフォーム6の使い手が全員戦死したことから、欠陥がより広く知られることとなった。
7. 第七の型
ジュヨーと呼ばれる最強のフォーム。最も攻撃的かつ予測不可能なフォームで、「フェロシティー・フォーム（獰猛なフォーム）」の異名を持つ。1〜5までのすべてのフォームを完全に極めた使い手にしか使いこなせないとされる。攻撃に集中し、守備面は使い手のスピードや両刃のライトセーバーによって補われている。著名な使い手はダース・モールとメイス。なおメイスはジュヨーをさらに発展させた究極のフォーム『ヴァーパッド』を完成させている。これはジュヨーの放出エネルギーをさらに増加させたもので、少数の相手を短時間で殲滅するためのフォームである。ジュヨーよりさらに精神的なコントロールが難しく、暗黒面に限りなく近づくフォームでもあり、メイスのライトセーバーが紫なのはこのためであるといわれている。またクローン戦争末期のアナキンは、正式にヴァーパッドを学んだわけではないものの、生来の桁外れのフォースセンス、戦闘センスに加え、暗黒面に近い精神的不安定さからヴァーパッドに近い戦闘スタイルになっていたと言われている。

### レジェンズ
レジェンズにおいては大きく7つの型が存在する。それらはジェダイの歴史と共に無数に編み出され、後のジェダイたちはこれらを正式なフォームとして体系化しており、クローン大戦の頃には以下の7つとなっている。またフォームを用いるジェダイによって、自身の弱点を補完する形で原型となる基本動作に改良を加えられたフォームもある。また一つに固執せず、複数のフォームを習得しており、状況に合わせて使い分けるジェダイも少なくない。
ちなみに、ジェダイは円形を描く様にしながら戦う傾向があり、対するシスは縦に動きながら戦う傾向がある。基本的にジェダイは自分から攻撃することはなく、敵意のある相手からの攻撃を経て初めて攻撃に移るとされる。
1. シャイ＝チョー（Shii-Cho）
ヤヴィンの戦いから約2万5千年前に、ジェダイの武器がフォースを封じ込めた金属製の剣（ダークセーバー）から、ライトセーバーに移行した時に編み出されたもの。別名サルラックの型、決まりのフォーム。
攻撃や防御等の基本技と、それらの練習法が全て集約された最もシンプルなフォームで、若いジェダイやパダワンたちはこのフォームを最初に訓練する。完全に習得すれば無駄のないフォームであるため、熟練したジェダイ（キット・フィストー等）にも使用者が存在する。
2. マカーシ／マカシ（Makashi）
ライトセーバーの使い手同士の戦闘の為に編み出されたフォーム。別名イサラミリの型、競いのフォーム。
ドゥークー伯爵などシスの暗黒卿が主に使用、フェイント等の剣術に重点を置いており剣捌きの精度は非常に高く、疲労も少ない。ドゥークー伯爵のライトセーバーは湾曲した形状であるため、マカーシの攻撃性・変則性を助長している。ただし効率を重視するため瞬間的なパワーに劣り、ドジェム・ソなどの力強い一撃に押し切られる事がある。
ジェダイとしては、シスが表舞台から姿を消して以降、実戦で使用する機会を失い、習得する意味が薄くなっていた（例えシスが復活しても、ライトセーバー同士の戦いが起こる可能性は低いとされた）。ただ、師と弟子によるライトセーバーの稽古には使用されることはあった。
また、ジェダイと敵対するシスはジェダイとの戦いを想定し、このフォームを徹底的に修練し発達させ、より強力な剣術を編み出している。
3. ソーレス／ソレス（Soresu）
レーザーを偏向させる訓練の中で生み出された、防御を重視したフォーム。別名マイノックの型、はね返しのフォーム。フリーハンドの人差し指と中指を伸ばして前に突き出し、ライトセーバーを持つ手は大きく後ろに引くという、弓を引き絞ったような独特な構えが特徴である。
武器の主流がブラスターへ移行すると共にジェダイの中でも広まった。先読み能力と反射神経とを生かしてレーザーを偏向、光刃の攻撃を受け流し、身を守ると同時に反撃するなどカウンターにも長ける。完璧に極めれば集団戦にも対応でき、対ドロイドであれば包囲されても十分通用する。その理論上、この型を真に極めた者を傷つけることは不可能、とすら評される。
オビ＝ワンが使用しており、メイスに“ザ・マスター（ソーレスを極めた者）”と言わしめるほどの実力を持つ。
4. アタール／アタロ（Ataru）
全7種の中で最もアクロバティックなフォーム。体術に重点を置いたフォームで、ヨーダ、ダース・シディアス、クワイ＝ガン・ジンなどが主に使用、オビ＝ワンも当初は使用していた。別名ホーク＝バットの型、攻めのフォーム。
「ヒットアンドアウェイ」という言葉がまさに当てはまるフォームで、全身の柔軟性とフォースとを駆使した跳躍で目まぐるしく飛び回り、全方位から相手に素早い攻撃を行う。アクロバティックな動きにより体格差を補うことができ、威嚇・牽制の効果も高い。しかしながら、それらが通じない格上相手には甚だ不適切であり、動作の大きさゆえに隙も多く大きな危険を伴うフォームでもある。
起点として八双の構えをとることが多い。
5. シエン（Shien）
ソーレス・アタールから派生したフォームで、ライトセーバーと力による攻撃を重視している。別名クレイト・ドラゴンの型、粘りのフォーム。
実戦では先鋒を担うことに向いており、アナキン（ダース・ベイダー）やプロ・クーンが主に使用する。力強い剣の振りが特徴で、強打や振り抜き、連続攻撃など、力押しで相手の防御を突破し攻め込んでいく。レーザーの偏向も、ソーレスより積極的に敵に当てることを意図する。
防御に重点を置いたソーレスとは互いの長所を潰し合う形になるため、アナキンとオビ＝ワンの戦いが長引いた原因の1つとも考える事ができる。『エピソード3』のドゥークー伯爵とアナキンの戦いではドゥークー伯爵のライトセーバーが弾かれるシーンがあり、このフォームの特性が垣間見られる。
ドジェム・ソ（Djem So）
シエンの変形種の一つであり、圧倒的なスピードと力で相手を圧倒する攻撃に特化したフォームである。生物の関節の可動性を活かしてキネティックパワーを高めた強烈な一撃を叩きこむ反面可動性に欠け、それを支える足元が疎かになり易い弱点がある。肉体を機械化される以前のアナキンが主に使用していた。
6. ニマーン（Niman）
上記の1から5までのフォームを組み合わせ、バランス良く発展させたフォーム。別名ランコアの型、緩めのフォーム。
修行による負担が他のフォームに比べて軽く、外交官として必要な実務能力と並行して修練する事が可能であったため、旧共和国の末期においてシャク・ティやセイシー・ティンなど多くのジェダイ騎士が使用していた。
しかし総合力を重視しているためか、呑み込みの早い者でも習得するのに最低10年は掛かる。しかも多くを取り込みすぎた結果、器用貧乏な側面を持ち、クローン大戦の初戦であるジオノーシスの戦いではこのフォームを使っていたジェダイのほとんどが戦死し、実戦においては甚だ力不足である事が露呈する。
上述のように、一応の形にまで修める上での修行は比較的容易だが、学ぶことの多さから真に極めることは非常に困難である。だがもし完全に極めることが出来れば、一切隙の無い強力無比なフォームであるともいわれており、史上最強のシス卿と名高いエグザ・キューンも好んで使用していたとされる。実際セイシーは小説版EP3で、クローン大戦を経た当時のジェダイの中でもトップクラスの剣士であったことが明かされており、決してニマーン自体がフォームとして欠陥品だったわけではないことが分かる。また、他のフォームとの連携には向いている。
旧共和国末期のジェダイの多くがこのフォームを実戦で使いこなせなかったのは、長く続いた平和の末に戦闘よりも交渉術に重きを置く考えがジェダイの中に広がり、上記のように片手間な修行で実戦レベルに至っていない中途半端なニマーンを身に付ける剣士が数多く生まれたことも一因である。
ジャーカイ／ジャルカイ（Jarkai）
ライトセーバーによる二刀流や、ダブルブレード・ライトセーバーを扱う。フォームとしてはニマーンに分類される。二刀流のときは片方を攻撃、片方を防御に用いることが多いが、両方を用いて激しい攻撃を繰り出すこともある。
ジェダイではアソーカ、アシャラド・ヘット、セラ・ケトーなどが使用し、シスやダーク・ジェダイではダース・モール、サヴァージ・オプレス、アサージ・ヴェントレス、コマリ・ヴォサが使用している。ライトセーバーを複数持ち歩くジェダイもおり、仲間のジェダイが倒されたときなどに、一時的に借りて二刀流で戦うこともある。ダース・シディアスも『クローン・ウォーズ』にて二刀流で戦い、ダース・モールとサヴァージ・オプレスの兄弟を圧倒している。
7. ジュヨー（Juyo）
習得の難易度がもっとも高く、あらゆるフォームを極めたジェダイだけが習得し、制御しうる究極のフォーム。別名ヴォーンスカーの型、猛りのフォーム。
静・動の相反する特性を同時に併せ持ち、身のこなし、太刀筋ともに極めて予測が困難な動きとなる。フォースのダークサイドに肉薄するため、自身が飲み込まれかねない危険な技術である。逆にシスが使うとリスクはなくなるとも言える。ダース・モールが主に使用しており、ジュヨーの達人とも言われている。
ヴァーパッド（Vaapad）
メイスが自己の弱点を補うために編み出した、ジュヨーの応用技で厳密には型ではない。メイス曰く「わたしがヴァーパッドを編みだしたのは、自分の弱さを補うためだ。あれはわたし自身の闇を、光の武器にそそぐ」。防御を全く顧みない突撃や、高速の連続攻撃を特徴とする。少数戦および短期決戦を想定しており、多勢相手また長期戦には不向きである。
自らが持つ力を最大限に引き出すため、ジェダイならば本来忌避すべき感情である戦闘の高揚感に身を委ねる必要があり、ジュヨーよりさらにダークサイドに近付いた光と闇の境界線（グレーゾーン）にあり、ジェダイの力が半分を担い、残りの半分を暗黒面が補うことで完成すると言える。
制御には高度な戦闘技術以外に、強靭な精神力と信念が必要。その危険性ゆえ、ヴァーパッドの習得は熟練した最高位のマスターのみにしか許可されていない。習得に失敗した者は破滅して命を落とすか、ダークサイドに堕ちてしまう。
ダークサイドに堕ちず、なおかつ生きて習得したのは、メイスのみ。他の習得者としてメイスの弟子デパ・ビラバ、ヴァーパッドの共同開発者ソーラ・バルクがいるが、両者とも後にダークサイドに堕ちてしまっている。アナキンも感情が昂ぶった際には自然とこれに近いフォームを使用していた（オビ＝ワンとの死闘の序盤など）。
ちなみに、技の名前は惑星サラピンの月にいる獰猛で7～13本の鋭い触角を持つ捕食動物の名前から取られている。

ルークは、オビ＝ワンからシャイ＝チョー、ヨーダからアタルの訓練を受け、ダース・ベイダーとの死闘からシエンを経験して使用したが、上記の体系化されたフォームは既に失われてしまっていた。
後のニュー・ジェダイ・オーダーでは、ダークサイダーとして戦った経験のあるカム・ソルサーが、剣術師範「ジェダイ・バトルマスター」となり、ルークと共に「防御の3つの輪」の戦法を生み出した。後にカムがダーク・ジェダイとの戦いに敗れると、バトルマスターの地位はカイル・カターンが継承し、「ファースト」「ミディアム」「ストロング」という、研鑽されたニュー・ジェダイ・オーダー独自のライトセーバー・フォーム「スタイル」が生まれることとなった。
やがて、発見された旧ジェダイ・オーダーの「グレート・ホロクロン」に登場したシン・ドローリグの記録により、本来のジェダイのライトセーバー・コンバットは再発見されることになる。

## 光刃の色
ジェダイは多くの場合、青か緑、シスは赤となっている。
主な光刃の色
- 青色（例：オビ＝ワンのライトセーバー）
  - 青白色（例：テラ・シヌーベのライトセーバー）
  - 青銅色（例：ローバッカのライトセーバー）※レジェンズ

- 赤色（例：ダース・ベイダーのライトセーバー）

- 黄色（例：ジェダイ・テンプル・ガードのライトセーバー・パイク）
  - 黄金色（例：レイのライトセーバー）

- 銀色（例：アリーマ・ラーのライトセーバー）※レジェンズ

- 黒色（例：ター・ヴィズラの作成したライトセーバー）

- 白色（例：アソーカのライトセーバー）

- 緑色（例：ルーク、クワイのライトセーバー）
  - 黄緑色（例：アソーカのショート＝スタイル・ライトセーバー）

- 紫色（例：メイスのライトセーバー）

## 小道具としてのライトセーバー
- 『エピソード4』のルークとダース・ベイダーのライトセーバーのプロップは、カメラ用フラッシュ（グラフレックス社製）の反射板を除いた本体部品を流用して製作された。クランプにはテキサスインスツルメントの計算機のレンズ（バブルレンズ）が、７本のグリップ（Tトラックと呼ばれ戸棚のレールかワイパーゴムか未だはっきりしていない）が、柄頭にはDリングが装着されている。そのため一部のレプリカメーカーは「フラッシュのレプリカ」と称してルーカスフィルムの承認無しで販売している。
- オビ＝ワンのライトセーバーはエミッター（放射口）にロールスロイスの航空エンジンのパーツ、グリップ部分にはイギリスのグレネード弾の一部、下部には機関銃の砲身のパーツ、柄頭にはアーミテージシャンクの蛇口のハンドルといった既存の部品を流用して作られている。
- 『エピソード6』で使用されたダース・ベイダーのライトセーバーのプロップは現在スミソニアン博物館に所蔵されており、この縁で同博物館を舞台にした映画『ナイト ミュージアム2』にダース・ベイダーがカメオ出演している。また当時の製作を務めたゲイリー・カーツによって、撮影で使用されたルーク（『エピソード4』）とダース・ベイダー（『エピソード5』）のライトセーバーがオークションに出品されたことがあるが、前者は20万600ドル、後者は11万8000ドルで落札された。
- 同じく『エピソード6』で使用されたルークのライトセーバーのプロップは『エピソード4』公開30周年記念行事として、2007年にスペースシャトル・ディスカバリーによってミッションSTS-120の際に宇宙へ運ばれた[8][9]。
- 光刃の表現は、『エピソード4』では光反射性のテープを貼り付けた刀身部をモーターで回転させることで発光やフリッカーを表現しており、光が顔やセットに映るという利点があったものの、剣劇時にうまく寸止めしないと破損してしまう難点があった。特にダース・ベイダー役のデヴィッド・プラウズは寸止めが苦手で何本も折ってしまい『エピソード5』から剣劇シーンは役者の指導係として起用されたボブ・アンダーソンが演じることになった。また、『エピソード5』以降で見られる起動時のアニメーションがなく、一瞬で光刃が起動している。『エピソード5』以降は刀身に細い棒を使用し、ロトスコープで1コマずつ光刃の色を描き込み合成する手法が採られている。「エピソード1～3」ではデジタル合成に変更された。
- 「エピソード1～3」では刀身としてアルミ棒に破片飛散防止のビニルコーティングを施した物を使用したが、あまりの剣劇の激しさに撮影中は1日10本ものペースで交換していたと言われている。また『エピソード2』では発光式のプロップが制作され、アナキンとドゥークー伯爵の戦いの撮影で効果的に使用された。『エピソード7』では透明樹脂製の刀身にLEDと衝撃センサーを組み込んだ発光式のプロップが用いられ、役者や周囲への照り返しがリアルに表現されている。
- 『エピソード4』において光刃を起動させるシーンは、グリップのみを俳優が構え、起動スイッチを入れた時点でカメラを止め、俳優がじっとしているうちにスタッフが光刃のついた小道具に持ち替えさせている（ミレニアム・ファルコン内でルークが起動させるシーンや、デス・スター内でオビ＝ワンが起動させるシーンなど）。このため光刃の起動の瞬間にほんのわずかだが俳優がコマ落としのようにズレて見える。
- ルーカスは剣劇時にも役者の表情を見せる事にこだわり、スタントマンは立てずに役者に訓練を課して直接ライトセーバー戦を演じさせた。ただし前述の様に顔の見えないダース・ベイダーはスタントが立てられた他、『エピソード2/3』のクリストファー・リーやイアン・マクダーミドはさすがに高齢だったため、一部スタントマンの顔をデジタル合成で差し替える処理が行われた。
- 独特の動作音（刃音など）は35mm映写機のモーターの回転音や、映像を見ながら発生させたハウリング音などを合成して作られている。

## 競技としてのライトセーバー
- ライトセーバーフェンシング-2018年、フランスのフェンシング連盟が「ライトセーバー」を公式種目として採用した（樹脂製の刀身にLEDを仕込んだ競技用ライトセーバーを使用）。
- ルードスポーツ-イタリア発祥の、競技用ライトセーバーを使った競技。防具は着けず、3ラウンド(それぞれ１ポイント)制で行われる。肘から上・膝から上(当たったらOH(オー)と言わなければいけない)、小手と脛(当たったらIH(イー)と言わなければいけない)に当たるとそれぞれ1ポイント当てた方に入る。突き攻撃と顔に故意に当てるのが禁止である。

## 現代科学との整合性について
ライトセーバー（もしくはその類型）の様に『グリップ部から放出されるエネルギーで刀身を構成する刀剣型武器』は、残念ながら現代科学では不可能に近い。
エネルギー放出で刀身を構成する事そのものは、ガスバーナーの噴射のような現象で再現出来る（例えば酸水素炎・酸素－アセチレンバーナー・酸素－プロパンバーナー・その中でも特にプラズマジェットを参照されたい。）が、この現象では何かを切断する事は出来てもライトセーバー同士で切り結ぶ（鍔迫り合いをする）事は出来ない。
ギネス世界記録では、2020年12月10日にカナダの発明家がプロパンガスと酸素ガスのタンク等を用いた伸縮可能なライトセーバーを世界初と認定した。